# Alchemilla amphisericea
Alchemilla amphisericea es una especie de planta del género Alchemilla, perteneciente a la familia Rosaceae.

## Taxonomía
Alchemilla amphisericea fue descrita por Buser en 1898.

## Distribución
Se encuentra en el territorio de Francia, Italia y Suiza.